# Agneau du Bourbonnais
 (juillet 2017).
L'Agneau du Bourbonnais est l'appellation protégée par une indication géographique protégée désignant une carcasse bouchère d'agneau « de bergerie » (il ne pâture pas), élevé « sous la mère » (allaité naturellement). C'est un produit agricole d'élevage ovin.

## Histoire
Le Bourbonnais est une région à vocation herbagère. Au XVIIIe siècle, les moutons sont avant tout élevés pour leur laine. Mais au fur et à mesure du temps, le mouton est de plus en plus valorisé pour sa viande. Ainsi, entre 1970 et 1980, l'élevage ovin connaît un développement important et finit par représenter sur ce territoire un intérêt économique majeur[réf. souhaitée].

## Gastronomie

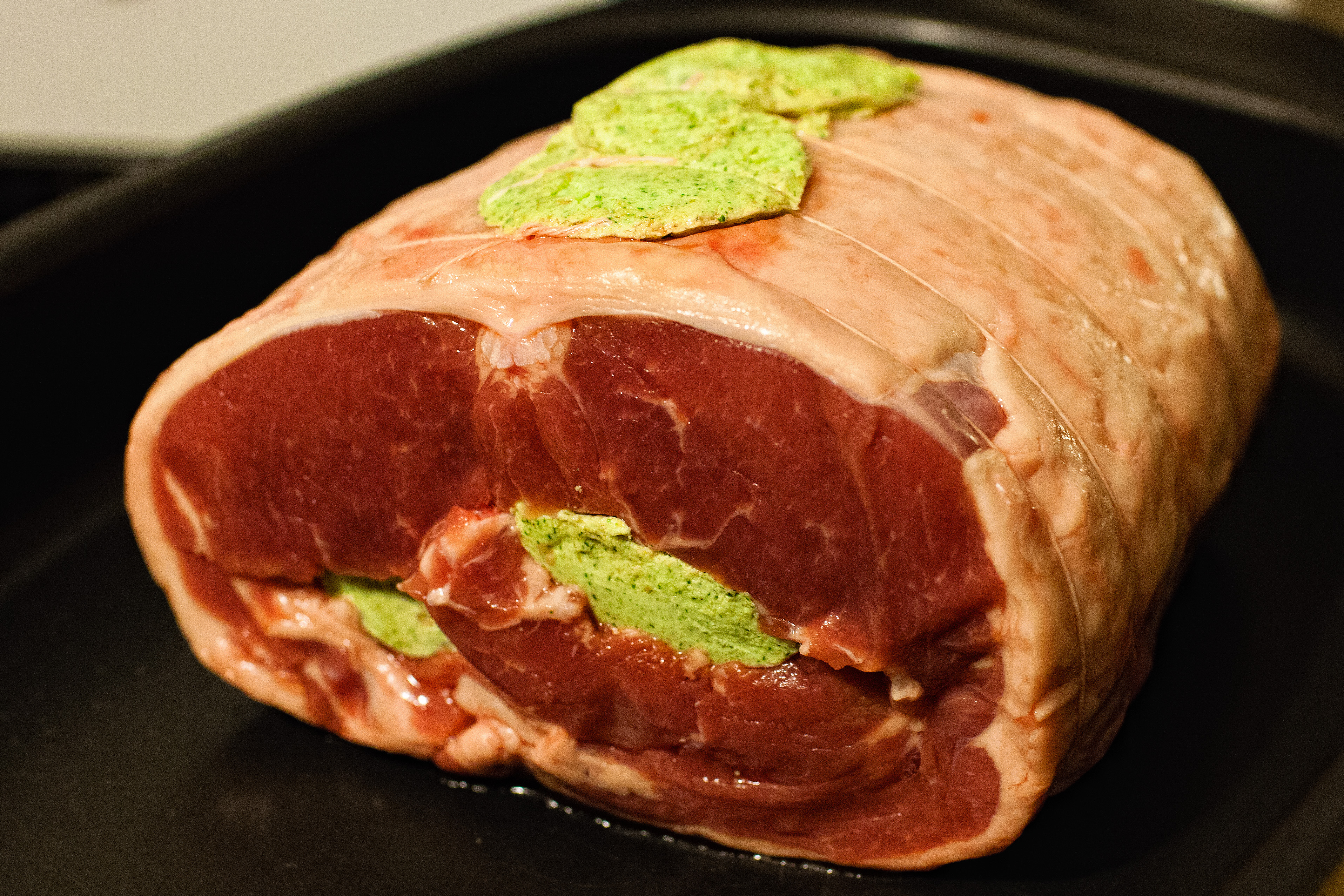
Selle d'agneau farcie au beurre maître d'hôtel
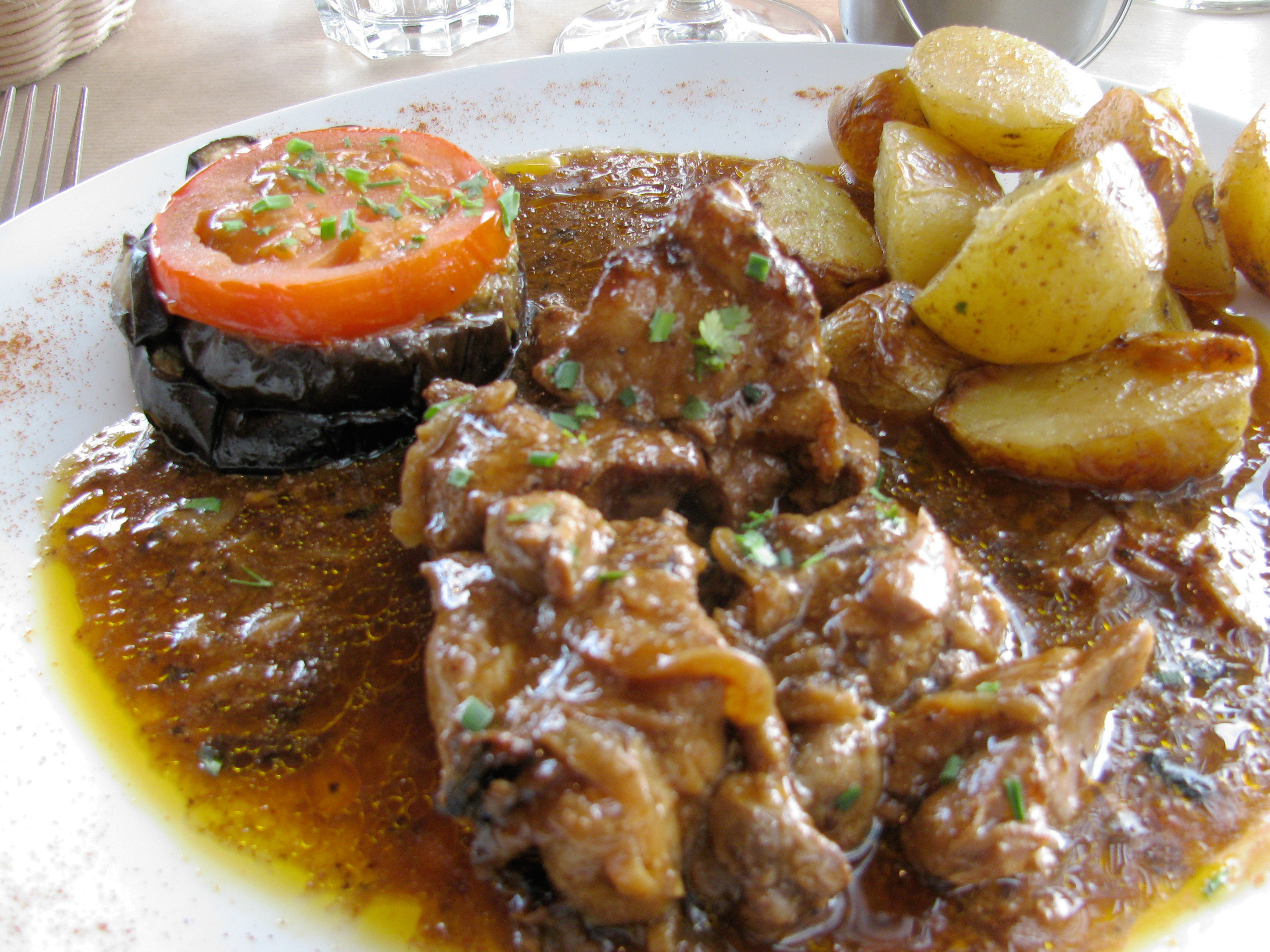
Sauté d'agneau du Bourbonnais
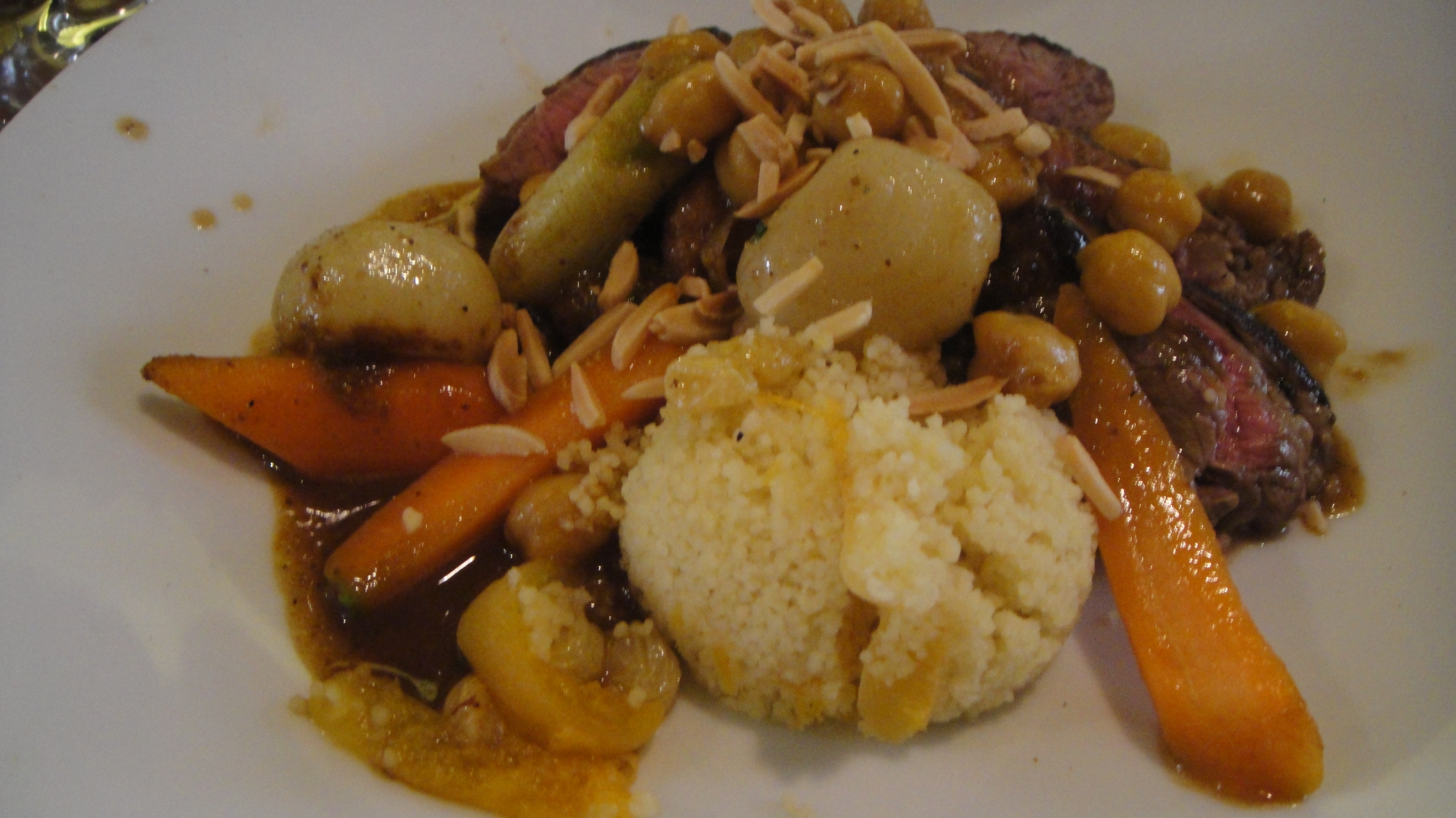
Rôti d´agneau du Bourbonnais aux épices douces, semoule aux fruits d´hiver